# Monte Compatri-Pantano
Monte Compatri-Pantano – stacja na linii C metra rzymskiego. Znajduje się na 20 km ulicy Via Casilina, około 100 metrów od skrzyżowania z Via del Casale di Santa Maria.
W przeciwieństwie do wszystkich innych stacji linii C, znajduje się w gminie Monte Compatri, a nie w Rzymie. Od 1996 do 2008  czyli roku jej tymczasowego zamknięcia w celu przeprowadzenia prac związanych z przebudową, była to stacja końcowa linii kolejowej Rzym-Pantano (obecnie Rzym-Giardinetti), pod nazwą Pantano.

## Historia
Przebudowa stacji wystartowała w lipcu 2008. Stacja została otwarta 9 listopada 2014 roku.